# Pieni Akonjärvi
Pieni Akonjärvi är en sjö i Finland. Den ligger i kommunen Kuhmo i landskapet Kajanaland, i den östra delen av landet, 500 km nordost om huvudstaden Helsingfors. Pieni Akonjärvi ligger 220 meter över havet. Arean är 11,3 hektar och strandlinjen är 2,01 kilometer lång. Sjön  ingår i Uleälvens huvudavrinningsområde.   I omgivningarna runt Pieni Akonjärvi växer i huvudsak barrskog.